# Hôtel de la Caisse d'épargne de Sedan
L'hôtel de la Caisse d'épargne est un bâtiment du début du XIXe siècle situé à Sedan, en France. Il a autrefois accueilli un établissement bancaire, pour lequel il a été construit.

## Situation et accès
L'édifice est situé au no 8 de la place d'Alsace-Lorraine, dans le centre-ville de Sedan, et plus largement à l'est du département des Ardennes.

## Histoire
À la suite d'un concours auquel participent 35 architectes, l'édifice est élevé selon les plans d'Eugène Lemaire, architecte à Paris. En octobre 1880, les travaux de construction sont à peu près terminés.
Vers le début de 1891, le sculpteur Jules Visseaux, originaire de Carignan, se voit accepter l'épreuve de la première statue qu'il vient de terminer et qu'il destine à la décoration d'une des niches de la salle de réception.
En 2014, le groupe Caisse d'épargne quitte le bâtiment dans lequel s'est depuis installée une agence de notaires.

## Structure
L'édifice s'élève sur trois niveaux. Au rez-de-chaussée, la façade comprend des pilastres doriques qui encadrent trois grandes baies à refends. Au premier étage, les pilastres s'inspirent plus de l'ordre corinthien. À l'intérieur, le salon possède une cheminée monumentale en chêne sculpté, de style néo-Renaissance.